# كريستوفر غلين
كريستوفر غلين (بالإنجليزية: Christopher Glenn)‏ هو صحفي أمريكي، ولد في 23 مارس 1938، وتوفي في 17 أكتوبر 2006 بسبب سرطان الكبد.

## وصلات خارجية
- كريستوفر غلين على موقع إن إن دي بي (الإنجليزية)